# Аль-Гасан ібн Талут
Аль-Гасан ібн Талут (*д/н — бл. 1294) — султан Кілви в 1277—1294 роках.

## Життєпис
Походив з єменського роду Магдалі, його предки прибули до Східної Африки з Хадрамаута. Його батько Талут був власником або намісником о.Тумбату.
1277 року влаштував заколот проти свого діда по материнській лінії — султана Алі ібн Дауда III. З метою зміцнення влади вправно маневрував між знаттю та впливовими торгівцями, отримавши звання «кращого вояка і правителя». Зумів зберегти владу султанату над усіма землями.
Водночас розпочав численні будівельні роботи, що завдали удару по скарбниці. Помер 1294 року. Йому спадкував син Сулейман III.